# Fakulta stavební ČVUT
Fakulta stavební ČVUT v Praze (FSv ČVUT) je nejstarší a také největší stavební fakulta v České republice, v současné době jedna z osmi fakult Českého vysokého učení technického v Praze. Je jedním z nositelů českého technického vzdělávání, ve světě se pravidelně umisťuje na předních místech v žebříčcích hodnocení univerzit.
Sídlí v pražských Dejvicích, v ulici Thákurova 7.

## Historie
Fakulta stavební byla založena z iniciativy Josefa Christianna Willenberga, na základě česky psané zakládací listiny (reskriptu) císaře Josefa I. z 18. ledna 1707 jako první veřejná inženýrská škola střední Evropy, pod názvem Stavovská ingenieurská škola v Praze. Výuka ale byla zahájena až v roce 1718, a měla původně sloužit fortifikačním účelům. Z potřeby praktického uplatnění inženýrských disciplín se začala brzy rozšiřovat na další technické obory. Kromě fortifikací se zde vyučovalo zeměměřičství, kreslení map, odvodňovací práce či konstrukce mechanismů na zvedání těžkých břemen. Willenbergovi následovníci postupně zaváděli vzdělávání v dalších odvětvích – optice, perspektivě, kreslení a geografii. Stavovská inženýrská škola tak díky těmto oborům položila historické základy dnešní Fakulty stavební ČVUT v Praze.
Stavovské ingenieurské škole v Praze přitom předcházela Pražská stavební hutněveřejná, což byla svou povahou vlastně první stavební škola na českém území vůbec. Pro zajištění potřebné kvalifikace svých spolupracovníků ji založil v roce 1344, tedy čtyři roky před založením Karlovy university, Mistr Matyáš z Arrasu, kterého si přivedl z Francie kralevic Václav, pozdější císař Karel IV.
Fakulta stavební ČVUT v dnešní podobě vznikla v roce 1960 sloučením tří samostatných fakult: fakulty architektury a pozemního stavitelství, fakulty inženýrského stavitelství, fakulty zeměměřičské a stavebního směru zrušené fakulty ekonomického inženýrství. V roce 1976 se z ní opět vyčlenila, jako samostatný subjekt, Fakulta architektury.

## Zaměření fakulty
Fakulta stavební ČVUT připravuje budoucí odborníky pro profese stavebního inženýrství, architektury, geodézie a geoinformatiky a specializací v oblastech životního prostředí, ekonomie, požární bezpečnost, materiálové inženýrství, vodní stavby. Poskytován je bakalářský, magisterský a doktorský stupeň vzdělávání.
Hlavními tématy odborné činnosti jsou bezpečné a trvanlivé konstrukce staveb, vývoj nových materiálů, snižování energetické náročnosti výstavby včetně využití recyklovaných materiálů. To vše s důrazem na udržitelnost stavebního procesu i staveb samotných.

## Katedry
Katedry jsou specializovaná pracoviště, která zajišťují výuku i výzkum na fakultě. Fakulta sestává z 24 kateder.
- Katedra matematiky (K101)
- Katedra fyziky (K102)
- Katedra jazyků (K104)
- Katedra společenských věd (K105)
- Katedra technologie staveb (K122)
- Katedra materiálového inženýrství a chemie (K123)
- Katedra konstrukcí pozemních staveb (K124)
- Katedra technických zařízení budov (K125)
- Katedra ekonomiky a řízení ve stavebnictví (K126)
- Katedra urbanismu a územního plánování (K127)
- Katedra inženýrské informatiky (K128)
- Katedra architektury (K129)
- Katedra mechaniky (K132)
- Katedra betonových a zděných konstrukcí (K133)
- Katedra ocelových a dřevěných konstrukcí (K134)
- Katedra geotechniky (K135)
- Katedra silničních staveb (K136)
- Katedra železničních staveb (K137)
- Katedra hydrauliky a hydrologie (K141)
- Katedra hydrotechniky (K142)
- Katedra hydromeliorací a krajinného inženýrství (K143)
- Katedra zdravotního a ekologického inženýrství (K144)
- Katedra speciální geodézie (K154)
- Katedra geomatiky (K155)

## Vědecká pracoviště
- Experimentální centrum (K210)
- Centrum experimentální geotechniky (K220)
- Vodohospodářské experimentální centrum (K250)

## Studium

### Bakalářské studijní programy
- Stavební inženýrství (4letý) je realizován ve studijních specializacích:
  - Pozemní stavby
  - Konstrukce a dopravní stavby
  - Vodní hospodářství a vodní stavby
  - Inženýrství životního prostředí
  - Management a ekonomika ve stavebnictví
  - Příprava, realizace a provoz staveb
  - Požární bezpečnost staveb
  - Materiálové inženýrství
- Stavitelství (4letý)
- Geodézie a kartografie (3letý)
- Architektura a stavitelství (4letý)
- Management a ekonomika ve stavebnictví (4letý)
- Civil Engineering (4letý), vyučován v angličtině, je realizován ve studijním oboru:
  - Building Structures

### Magisterské studijní programy a obory
- Stavební inženýrství (1,5letý) je realizován v těchto studijních oborech:
  - Konstrukce pozemních staveb
  - Konstrukce a dopravní stavby
  - Vodní hospodářství a vodní stavby
  - Inženýrství životního prostředí
  - Management a ekonomika ve stavebnictví
  - Projektový management a inženýring
  - Materiálové inženýrství
  - Stavební management
  - Příprava, realizace a provoz staveb
  - Integrální bezpečnost staveb
- Geodézie a kartografie (2letý) je realizován v těchto studijních oborech:
  - Inženýrská geodézie
  - Geomatika
- Architektura a stavitelství (2letý), magisterské studium je ukončeno titulem Ing. arch
- Budovy a prostředí (1,5letý) je realizován ve studijním oboru:
  - Budovy a prostředí
- Inteligentní budovy (2letý) je realizován v tomto studijním oboru:
  - Inteligentní budovy
- Civil Engineering (1,5letý) je realizován v těchto studijních oborech:
  - Building Structures
  - Computational Engineering in Advanced Design
  - Advanced Master's in Structural Analysis of Monuments and Historical Constructions (Erasmus Mundus Programme)
  - Sustainable Constructions under Natural Hazards and Catastrophic Events (Erasmus Mundus Programme)

### Doktorské studium
Toto studium je určeno pro inženýry jako příprava pro budoucí vědeckovýzkumnou činnost. Úspěšné studium končí obhajobou doktorské disertační práce a získáním titulu Ph.D. za jménem.
Doktorské studijní programy zde.

## Vedení fakulty
- prof. Ing. Jiří Máca, CSc. – děkan[1]
- prof. Ing. arch. Ing. Zuzana Pešková, Ph.D. – proděkanka pro pedagogickou činnost[1]
- prof. Ing. Karel Kabele, CSc. – proděkan pro rozvoj a vnější vztahy[1]
- prof. Dr. Ing. Bořek Patzák – proděkan pro vědeckovýzkumnou činnost[1]
- prof. Dr. Ing. Karel Pavelka – proděkan pro zahraniční vztahy[1]
- Ing. Adam Vokurka, Ph.D. – proděkan pro výstavbu[1][6]
- doc. Ing. Jiří Pazderka, Ph.D. – předseda akademického senátu fakulty
- Ing. Petr Matějka, Ph.D. – tajemník[1]

## Vyučující na fakultě
Mezi významné vyučující na fakultě stavební patří:
- Doc. RNDr. Milada Kočandrlová, CSc. (katedra matematiky)
- Prof. RNDr. Pavel Demo, CSc.(katedra fyziky)
- prof. Ing. Petr Hájek, CSc. (katedra pozemních staveb)
- doc. Ing. Jiří Pazderka, Ph.D. (katedra pozemních staveb)
- prof. Ing. Karel Kabele, CSc. (katedra technického zařízení budov)
- † prof. Ing. Jiří Šejnoha, DrSc., FEng. (katedra mechaniky)
- prof. Ing. Jiří Máca, CSc. (katedra mechaniky)
- prof. Ing. Petr Kabele, Ph.D. (katedra mechaniky)
- prof. Ing. Milan Jirásek, CSc. (katedra mechaniky)
- prof. Dr. Ing. Bořek Patzák (katedra mechaniky)
- prof. Ing. Michal Polák, CSc. (katedra mechaniky)
- prof. Ing. Petr Konvalinka, CSc., FEng. (expertimentální centrum)
- doc. Ing. Marek Foglar, Ph.D. (katedra betonových a zděných konstrukcí)
- prof. Ing. Alena Kohoutková, CSc., FEng. (katedra betonových a zděných konstrukcí)
- Ing. Jan Vítek, DrSc. (katedra betonových a zděných konstrukcí)
- prof. Ing. Jan L. Vítek, CSc., FEng. (katedra betonových a zděných konstrukcí)
- prof. Ing. Petr Štemberk, Ph.D., D.Eng. (katedra betonových a zděných konstrukcí)
- doc. Ing. Jitka Vašková, CSc. (katedra betonových a zděných konstrukcí)
- doc. Ing. Lukáš Vráblík, Ph.D. (katedra betonových a zděných konstrukcí)
- † prof. Ing. Vladimír Křístek, DrSc., dr.h.c., FEng. (katedra betonových a zděných konstrukcí)
- prof. Ing. Jaroslav Procházka, CSc. (katedra betonových a zděných konstrukcí)
- prof. Ing. Jiří Barták, DrSc. (katedra geotechniky)
- † prof. Ing. Ivan Vaníček, DrSc. (katedra geotechniky)
- prof. Ing. Matouš Hilar, M.Sc., Ph.D., C.Eng., MICE (katedra geotechniky)
- prof. Ing. František Wald, CSc. (katedra ocelových a dřevěných konstrukcí)
- prof. Ing. Jiří Studnička, DrSc. (katedra ocelových a dřevěných konstrukcí)
- prof. Ing. Josef Macháček, DrSc. (katedra ocelových a dřevěných konstrukcí)
- doc. Ing. Pavel Ryjáček, Ph.D. (katedra ocelových a dřevěných konstrukcí)
- doc. Ing. Michal Jandera, Ph.D. (katedra ocelových a dřevěných konstrukcí)
- doc. Ing. Ludvík Vébr, CSc. (katedra silničních staveb)
- † prof. Ing. František Lehovec, CSc. (katedra silničních staveb)
- doc. Ing. Hana Krejčiříková, CSc. (katedra železničních staveb)
- prof. Ing. Jaroslav Pollert, Ph.D. (katedra zdravotního a ekologického inženýrství)
- prof. Ing. Jiří Cajthaml, Ph.D. (katedra geomatiky)
- prof. Ing. Bc. Radoslav Sovják, Ph.D., LL.M. (Experimentální centrum)

## Budovy a prostory fakulty

### Dislokace budov a jejich typologie
Vysokoškolský kampus v Dejvicích, navržený regulačním plánem prof. Antonína Engela z roku 1924 byl částečně realizován budovami v klasicistním stylu z předválečného období (po levé straně osy plánované zástavby). Po válce, koncem 50. let, pokračovala realizace další části kampusu výstavbou budov podle návrhu Františka Čermáka a Gustava Paula. Stávající objekty stavební fakulty a fakulty architektury ČVUT byly dokončeny v 70. letech 20. století a zakončují kampus směrem od Vítězného náměstí k ulici Bílá.
Nosná konstrukce architektonicky jednoduchých budov obdélného půdorysu je tvořena montovaným železobetonovým skeletem o různé výšce, se zavěšeným obvodovým pláštěm a převážně zděnými příčkami.

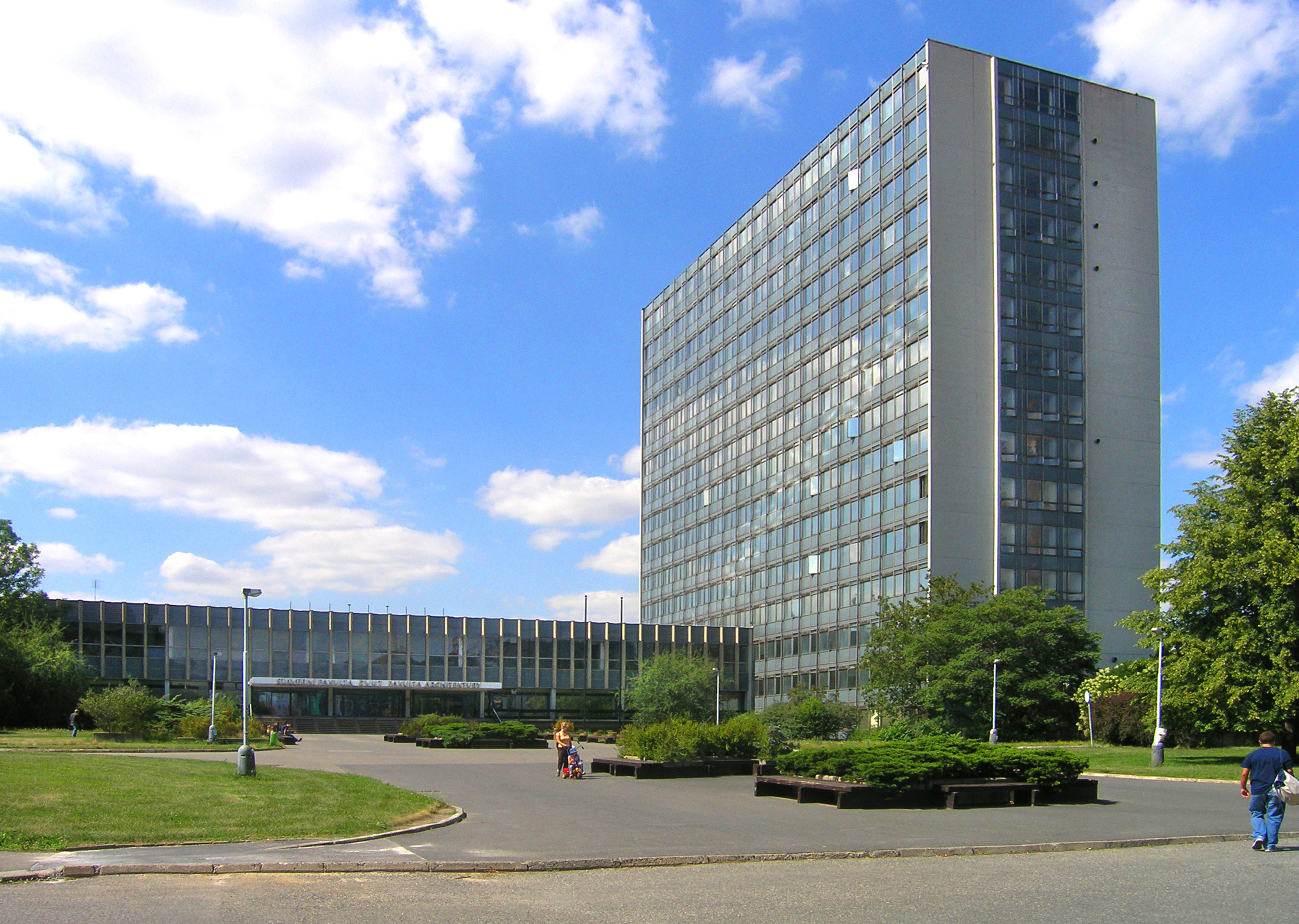
Budova A (se spojovací budovou C)

Budovy C a B jsou orientovány jihozápadním směrem a kolmo k nim přiléhá budova A. Hlavní vchod do objektu se nachází ve dvoupodlažní budově C, která zároveň spojuje budovu B, kde má sídlo Fakulta stavební, s budovou A, kde má své prostory Fakulta informačních technologií ČVUT. Podél celého bloku budov A, B, C je, oddělena ulicí Kolejní, situována budova D, kde jsou umístěny laboratoře, dílny, sklady a hospodářské zázemí fakulty. Budova D je spojena, přes budovu C, s budovami A a B spojovacími krčky v úrovni 1. NP. Z ulice Kolejní je hlavní vchod do budovy D a dva vedlejší vchody do budov A a B.
Délka budov A, B a C v úrovni 2. nadzemního podlaží, kde mají všechny stejnou výškovou úroveň, je kolem 250 m.

#### Budova A
Má jedno podzemní podlaží, patnáct nadzemních podlaží a střechu s technologií. Komunikační páteří budovy jsou dvě vertikální schodiště, pět výtahů a instalační jádra, prostupující celým objektem. Z 1. NP budovy A je umožněn přístup propojovacím mostem do sousední Nové budovy ČVUT, kde mají nyní své prostory obě fakulty. Budova A byla v roce 2012 připravována k postupné výměně starého obvodového pláště za nový (viz galerie). Práce byly provedeny v průběhu roku 2013.

#### Budova B

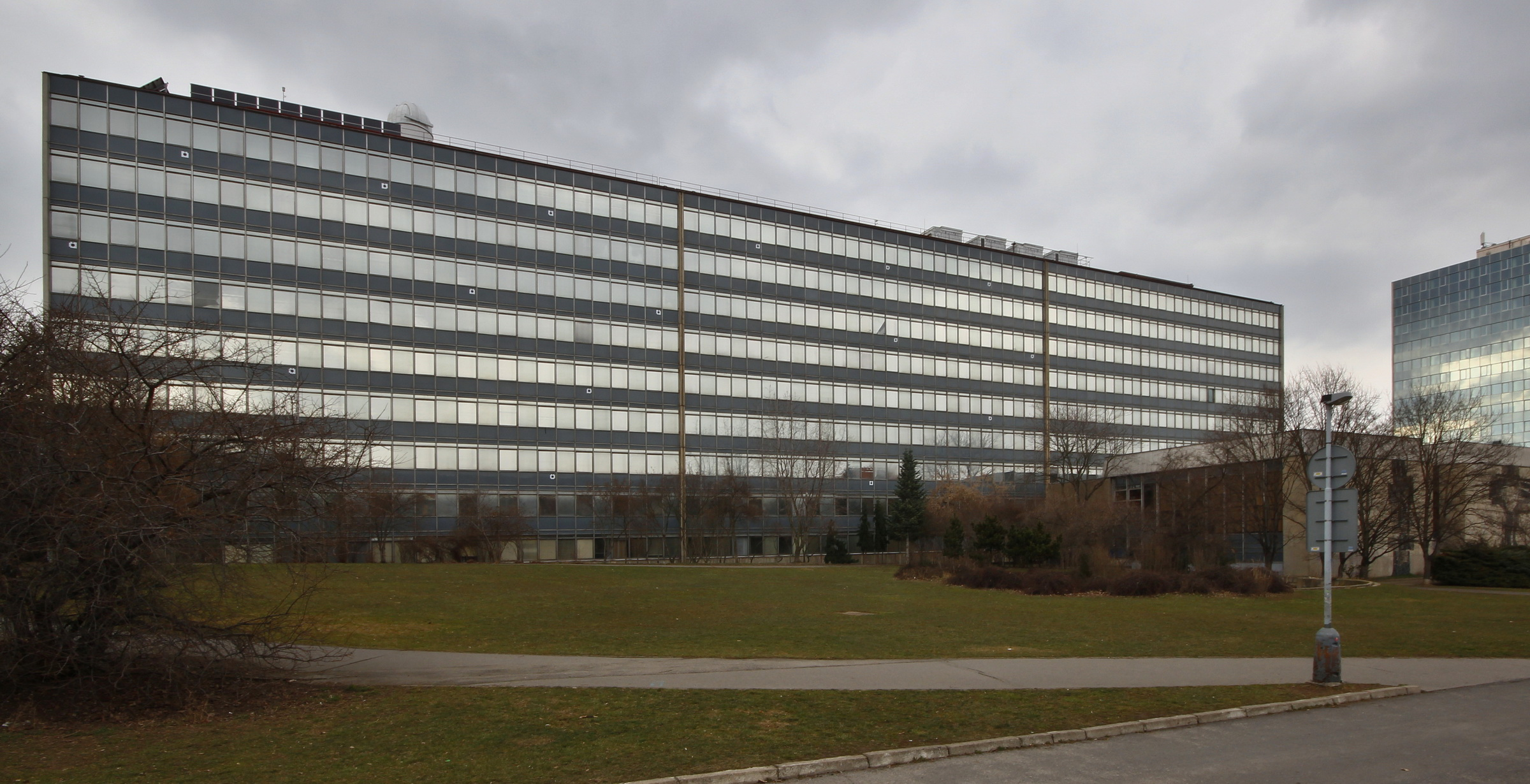
Budova B

Má jedno podzemní a devět nadzemních podlaží, střechu s technologií, tři komunikační schodiště a osm výtahů. Celou budovou prostupuje střední trakt, který slouží jako příruční sklady a hospodářské zázemí kateder stavební fakulty, která zde sídlí. Hlavní vchod do budovy je z ulice Thákurova, přes budovu C. Kromě vedlejšího vchodu z ulice Kolejní je umožněn vstup do budovy z ulice Salabova v úrovni 2. NP. Na střeše je umístěna též malá astronomická observatoř katedry vyšší geodézie. V roce 2006 byl na střechu a jihozápadní stěnu budovy osazen experimentální systém fotovoltaických článků.

#### Budova C
Je objekt s jedním podzemním a dvěma nadzemními podlažími, dvěma schodišti a s vnitřním atriem zastřešeným prosklenou kovovou konstrukcí. Slouží jako hlavní vchod do objektu stavební fakulty. V přízemí budovy, proti hlavnímu vchodu, sídlí kanceláře vedení fakulty, studijního oddělení a další administrativní pracoviště děkanátu. V patře je vybudována galerie, ze které je přístup do přednáškových sálů. Na obou koncích budovy jsou v 2. NP spojovací krčky, umožňující přístup z budov A a B do budovy D. Z přízemí budovy je též přístup do dvou velkých poslucháren, jejichž kubusy vystupují z přímé linie budov B a C směrem do Thákurovy ulice. Obě posluchárny jsou na čelní stěně ozdobeny kamennou mozaikou.

#### Budova D
Je dvoupodlažní, částečně podsklepený objekt, kde jsou umístěny laboratoře, dílny, sklady a hospodářské zázemí fakulty. S budovami A a B je propojena dvěma spojovacími krčky. Zastřešením západního atria budovy D, byla v letech 2007–2008, vybudována hala pro výuku ateliérové tvorby, potřebná pro nově vzniklou katedru architektury Fakulty stavební ČVUT. Podle projektu autorů Zdeňka Rychtaříka a Jiřího Smolíka z VYŠEHRAD ateliéru, vznikla moderní, vysoce variabilní vestavba o celkové ploše 794 m² výukových prostor, 50 m² zázemí a skladů a 199 m² komunikací.

#### Budova H
Nachází se za budovou D, má jedno podzemní a dvě nadzemní podlaží, jedno schodiště a propojovací krček do budovy D.
Do areálu stavební fakulty patří ještě tři samostatné budovy E, F, G, které jsou umístěny za budovou D, směrem do ulice Bílá, a slouží jako šatny a technologické zázemí pro haly v budově D.

## Galerie

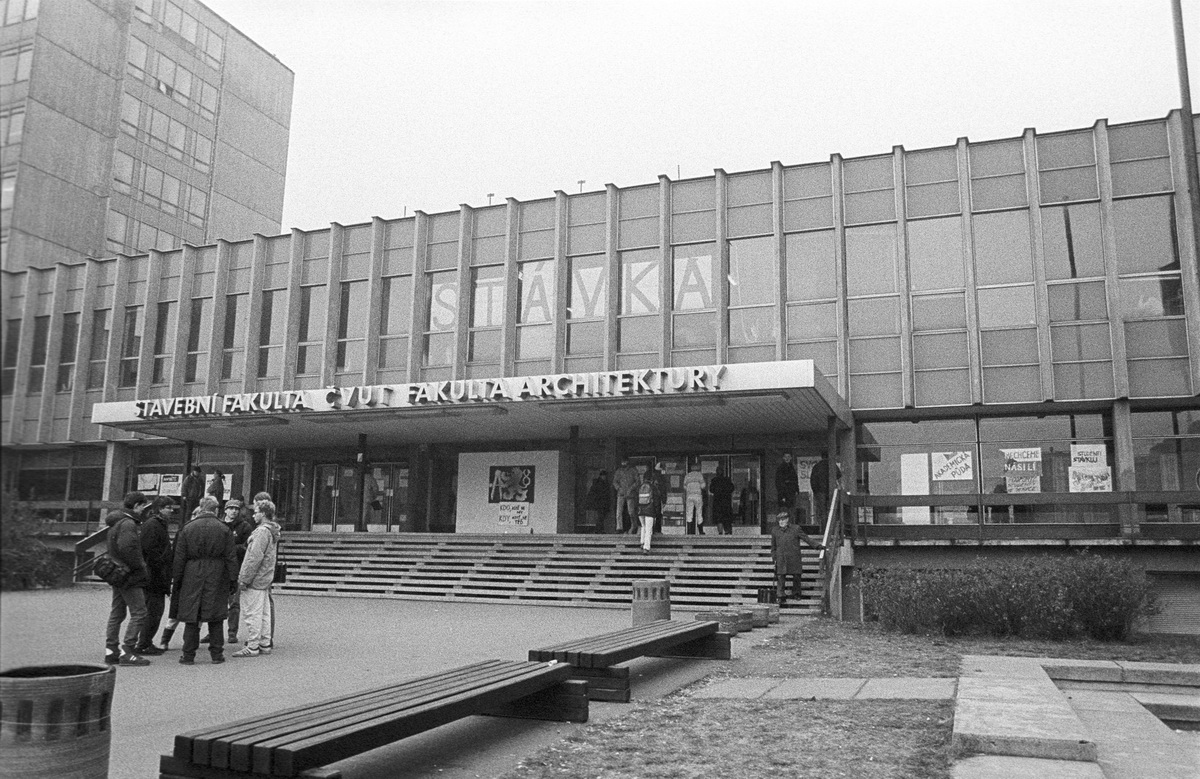
Fakulta stavební ČVUT, 21. listopadu 1989 - studentská stávka
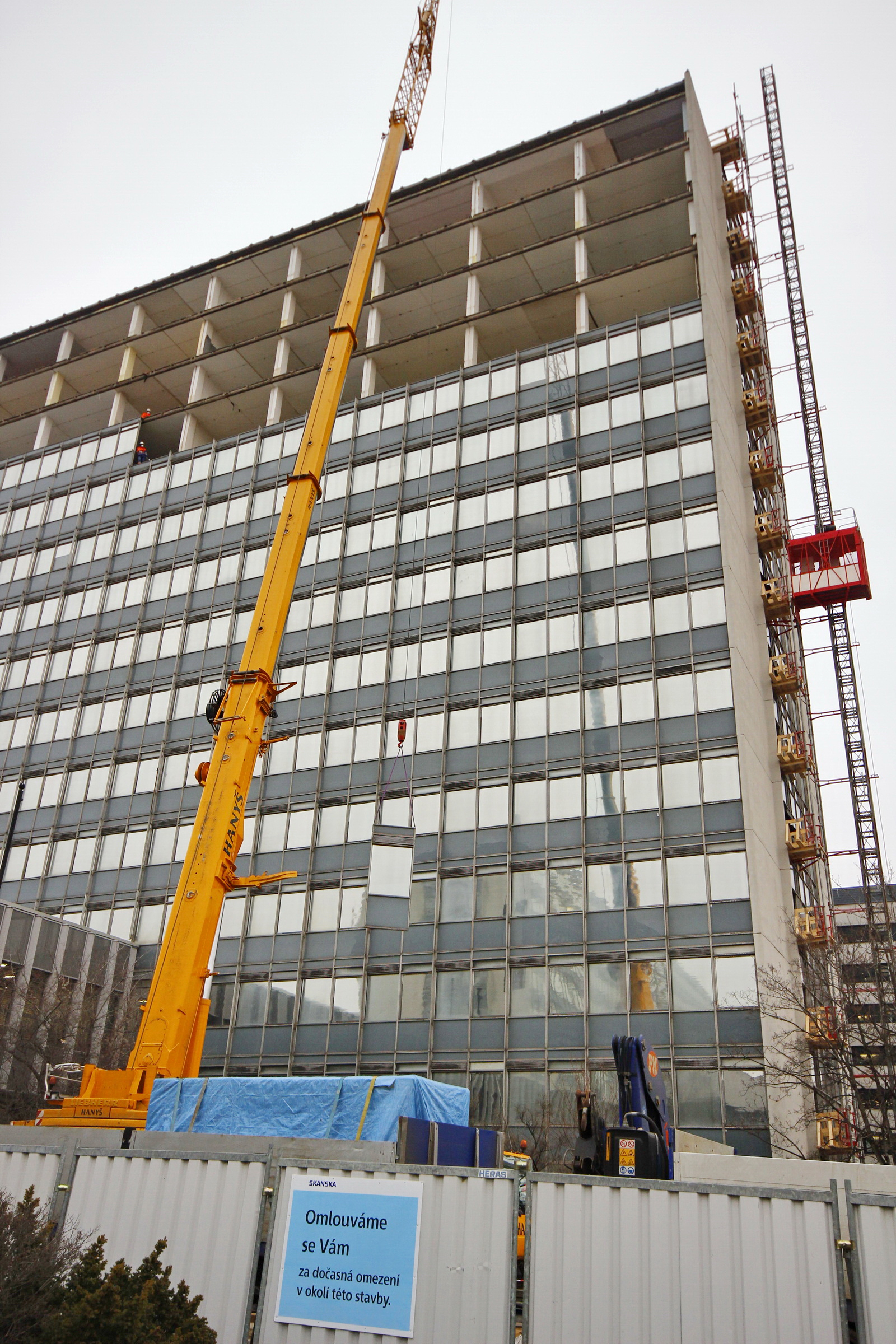
Budova A, demontáž pláště (2013)
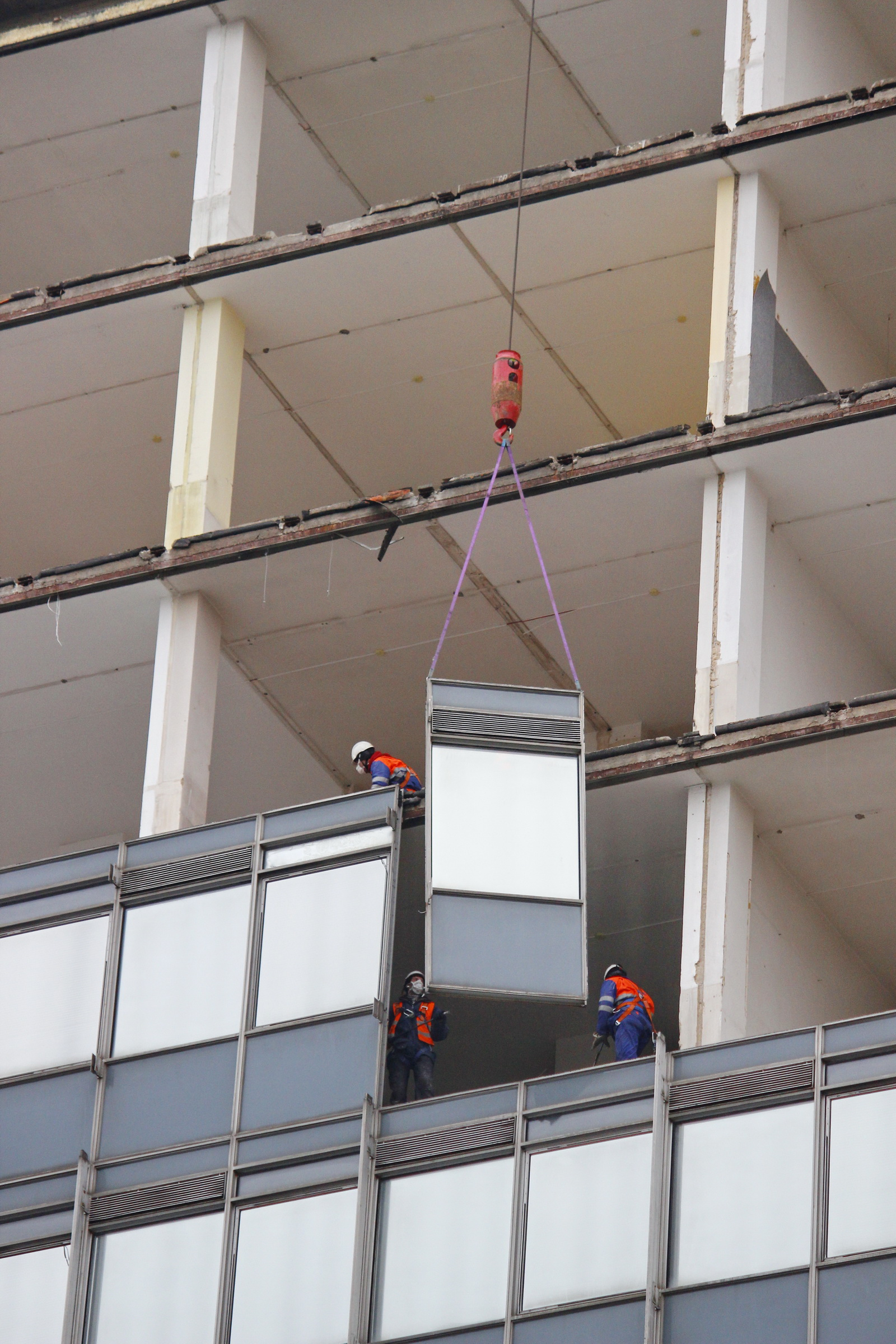
Demontáž pláště (detail)
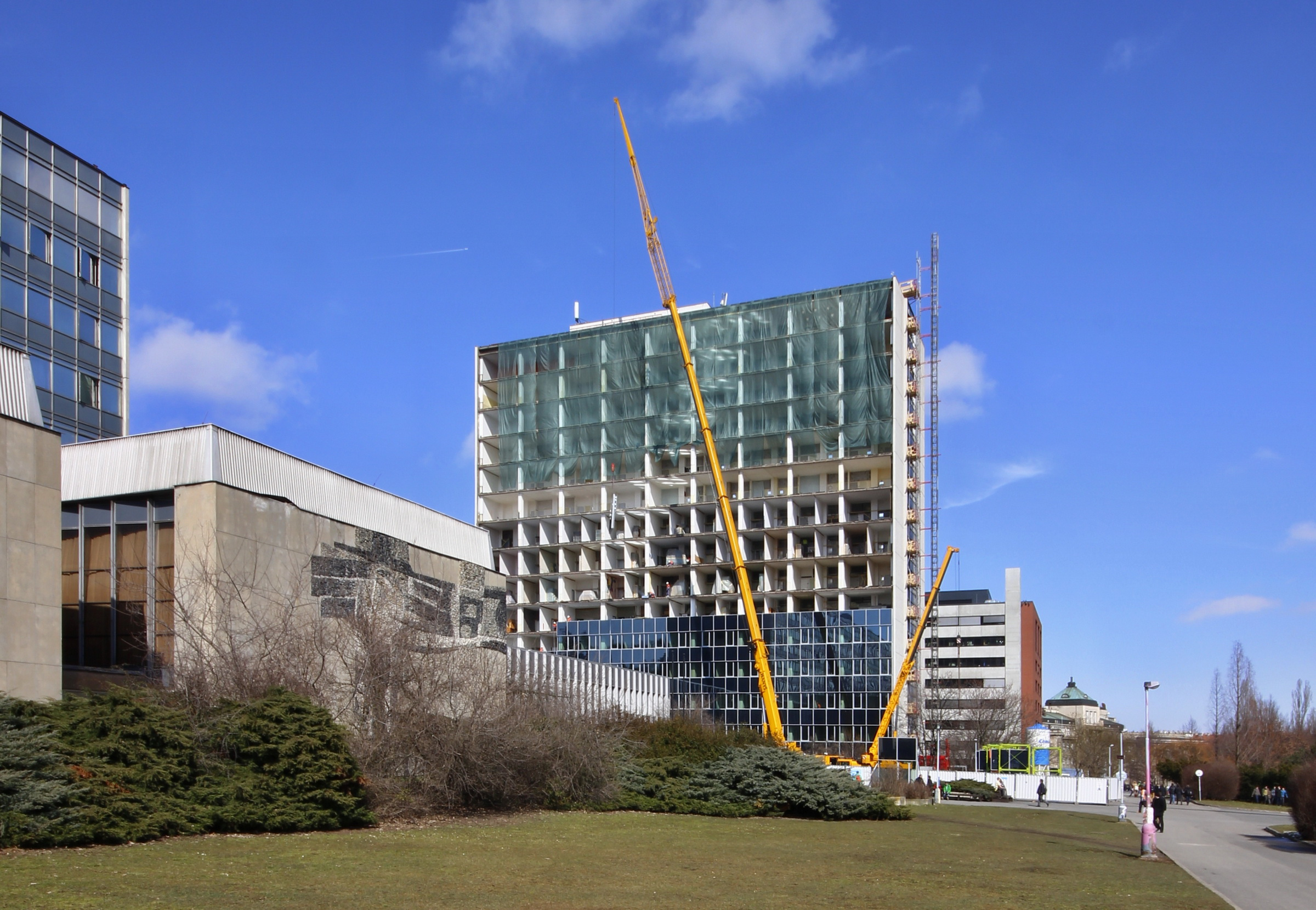
Budova A, montáž nového pláště
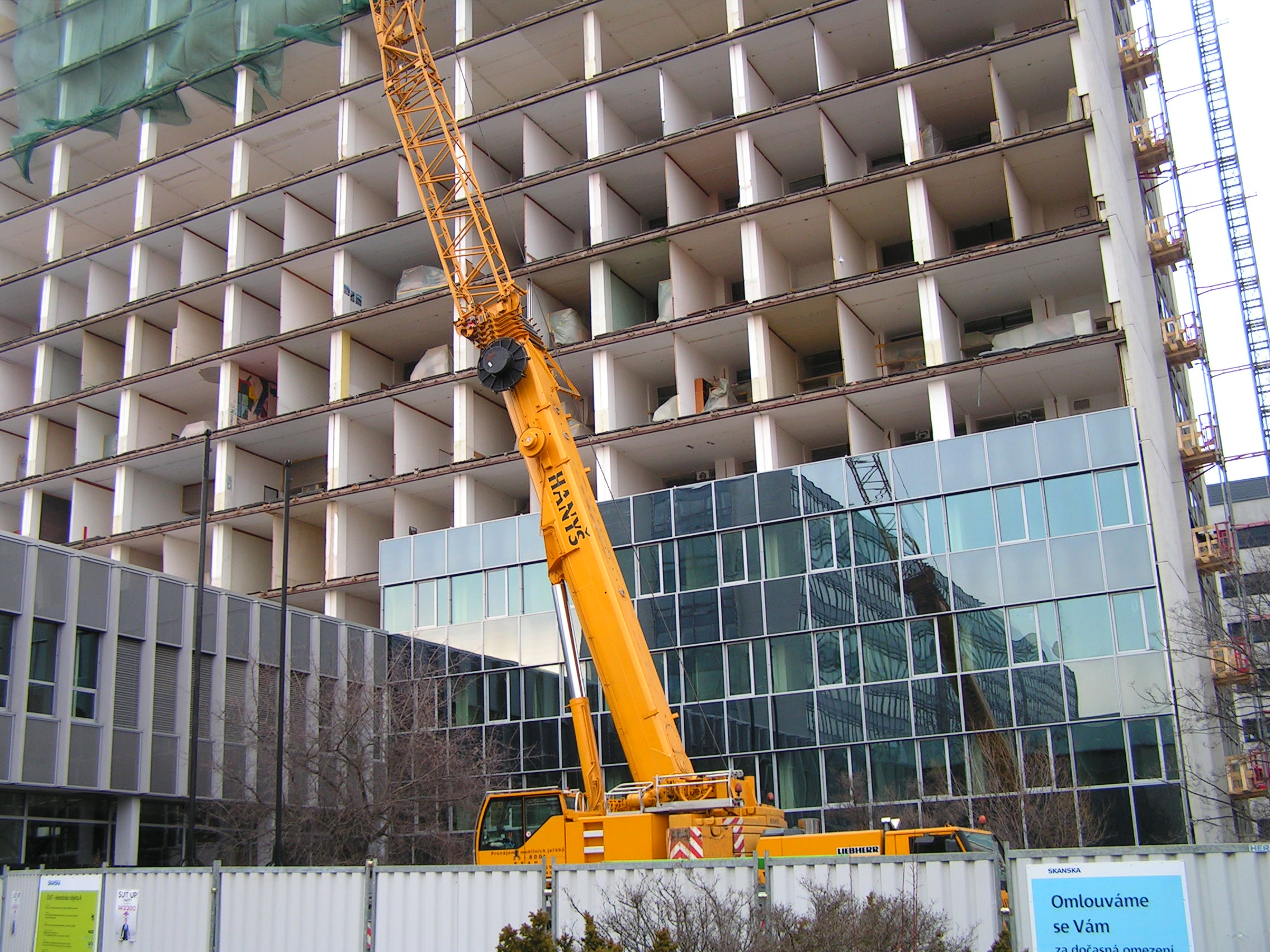
Budova A, montáž nového pláště (detail)
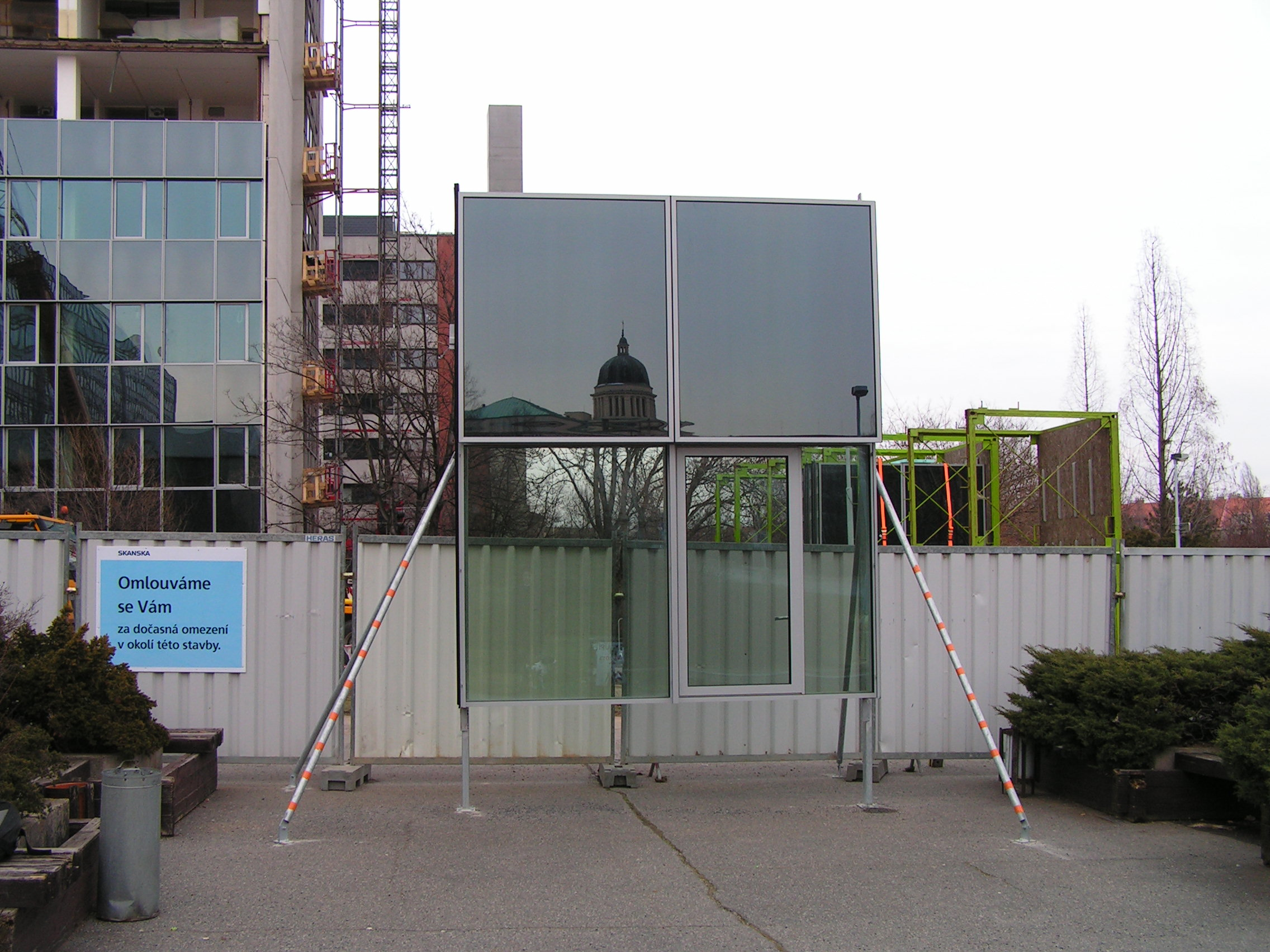
Detail nového panelu se zabudovanými žaluziemi
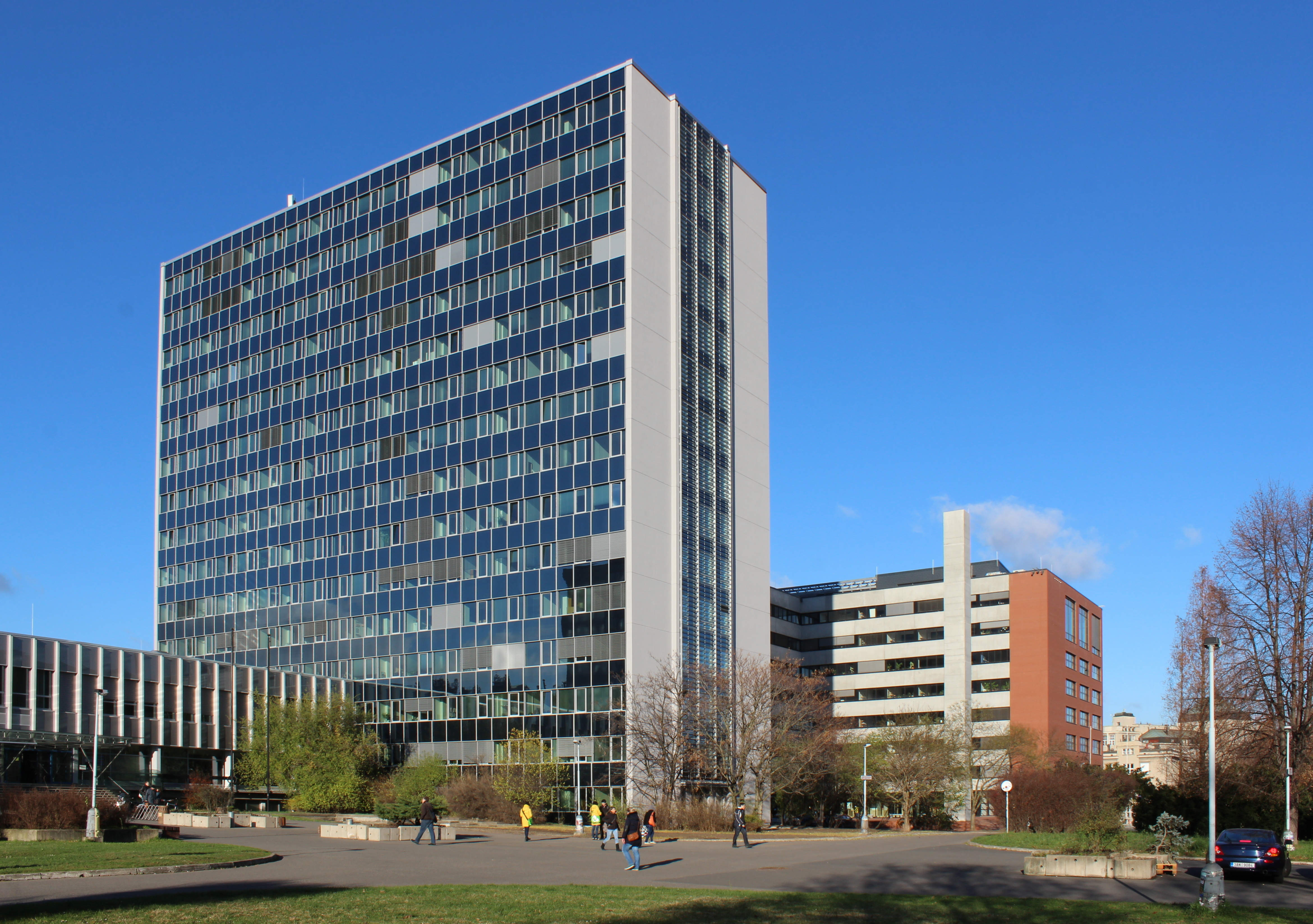
Budova A, nový obvodový plášť (2013)